# Braunston-in-Rutland
Braunston-in-Rutland est un village d'Angleterre situé dans l'ouest du Rutland. La paroisse civile de Braunston-in-Rutland avait 392 habitants au recensement de 2001 et 502 à celui de 2011.
L'église de Tous les Saints de Braunston est un monument classé de grade II* depuis 1954.